# Bagrichthys hypselopterus
Bagrichthys hypselopterus és una espècie de peix de la família dels bàgrids i de l'ordre dels siluriformes.

## Morfologia
- Els mascles poden assolir 40 cm de longitud total.[1][2]

## Alimentació
Menja insectes i peixets.

## Hàbitat
És un peix d'aigua dolça i de clima tropical.

## Distribució geogràfica
Es troba a Àsia: des de Tailàndia fins a Indonèsia.